# Hypolytrum longifolium
Hypolytrum longifolium là loài thực vật có hoa trong họ Cói. Loài này được (Rich.) Nees mô tả khoa học đầu tiên năm 1834.